# Muur van Geraardsbergen
Muur van Geraardsbergen (dansk: Muren i Geraardsbergen) er en bakke og en vej på Oudenberg-bakken i den belgiske by Geraardsbergen. Den er også kendt som Kapelmuur, Muur-Kapelmuur eller bare Muur. "Muren" er blevet brugt i mange af udgaverne af cykelløbet Flandern Rundt fra 1950 til 2019. Stigningen er ligeledes inkluderet i en lang række andre cykelløb. Muren er en brostensbelagt vej på Oudenberg-bakken, hvor byens centrum ligger op ad. I 1995 blev den berømte brostensbelagte vej fredet som kulturejendom.

## Cykelsport
Muren er en kulturejendom i den flamske cykelhistorie. Siden Gent-Gent i 1950 har cykelryttere kørt stigningen. I øjeblikket er "Muren" med i omkring 70 løb.

### Ruten
Stigningen starter i centrum ved floden Dender går over markedspladsen (Markt) og op til et kloster på toppen af Oudenberg-bakken i den østlige del af byen. 
Den stejle stigning er 1.075 meter lang. Den højeste stigningsprocent er 20%. 
Den oprindelige rute (ekskl sløjfen omkring kapellet) har en højdeforskel på 68 meter (toppen ligger 101 m over havet), en gennemsnitlig stigningsprocent på 9,1% og en maksimal stigningsprocent på 20%. I 1981 blev sløjfen omkring kapellet på toppen tilføjet. Sløjfen har en maksimal stigningsprocent på 17%. Højdeforskellen blev derfor 77 meter og den gennemsnitlige stigningsprocent 9,3%. Siden sløjfen blev tilføjet, er stigningen blevet kaldt Muur-Kapelmuur.
I 1950'erne var vejen fuldstændig brolagt, men siden 1970 blev der lagt asfalt over de første 325 meter. I dag er der igen sten på næsten hele ruten. Sværhedsgraden af belægningen varierer dog over ruten, hvor det første stykke gennem den indre by er belagt med fladere brosten end senere på ruten. På selve "muren" mellem Odenbergstraat og Kapelmuur er der ikke-flade brosten. . 

### Flandern Rundt
Stigningen har været med i Flandern Rundt i (1950-1952, 1970-2011 og 2017-2019).
Muur van Geraardsbergen (uden Muur-Kapelmuur), er blevet inkluderet i Flandern Rundt 14 gange (1950-1952 og 1970-1980). 
Stigningen var første gang med i dette cykelløb i 1950-1952, men på grund af kaotiske scener (som senere gentog sig på Koppenberg) blev cykelløbets rute flyttet til Kloosterstraat i den sydvestlige del af byen (indtil 1969). Fra 1970 blev cykelløbet flyttet tilbage til muren. I 1981 blev sløjfen omkring kapellet på toppen tilføjet. Siden sløjfen blev tilføjet, er stigningen blevet kaldt Muur-Kapelmuur, som er blevet kørt 33 gange i Flandern Rundt (1981-2011, 2017-2019).
"Muren" blev brugt som den næstsidste bakke i Flandern Rundt fra 1973 til 2011, og har herefter været placeret tidligere på ruten, senest i 2019.
På grund af ændringen af Flandern Rundts målby i 2012, var Muren ikke længere en del af ruten, hvilket vakte stor utilfredshed. I 2017 blev den inkluderet i ruten igen, mellem stigningerne Tenbosse og Pottelberg. Dette var også tilfældet i 2018 og 2019. I april 2020 var Muren også på denne placering, men på grund af coronaviruspandemien blev løbet udskudt til oktober 2020. Fordi organisationen frygtede overfyldning af publikum på Muren, blev den ikke inkluderet i 2020- og 2021-udgaverne.

### Andre store cykelløb
I 1960 blev Muren inkluderet i Gent-Wevelgem. Derudover er Muur(-Kapelmuur) blevet inkluderet 55 gange (1950-1959, 1967, 1968, 1974, 1979-1982, 1984, 1985, 1987-2003, 2005-2007, 2009, 2010, 2014-2016) i Omloop Het Nieuwsblad. Siden 2019 er finalen i Omloop blevet ændret, og den følger den gamle finale i Flandern Rundt fra før 2012, hvor Muur-Kapelmuur er den næstsidste stigning i løbet, før Bosberg.
På 3. etape af Tour de France 2004 blev Muren kørt, og Tour-karavanen kørte kun over befæstningerne, da den faktiske Muur var for smal. Muren blev dengang inkluderet som en hyldest til klassikeren Flandern Rundt, og senere på etapen blev der kørt brostensstykker fra Paris-Roubaix som en hyldest til den klassiker. I 2019 kørte Tour de France igen Muren. Denne gang på 1. etape fra Bruxelles til Bruxelles som den første stigning. Derefter blev Bosberg kørt. I 2021 blev stigningen kørt to gange i Brussels Cycling Classic.
Siden Muren midlertidigt blev fjernet fra Flandern Rundt, er den blevet en del af etaperne i Benelux Tour og den sidste etape i Belgium Tour for kvinder, i begge løb bliver Muren kørt flere gange, og målstregen ligger på befæstningerne halvvejs op ad stigningen. Den har også været inkluderet i E3 Harelbeke, Tre dage ved Panne og Dwars door de Vlaamse Ardennen.